# الدوري العراقي الممتاز 2010–11
الدوري العراقي الممتاز 2011-2010 وهي بطولة ينظمها الاتحاد العراقي المركزي بكرة القدم ويشارك فيها 28 نادي عراقي ويلعب بنظام المجموعتين بمرحلتي ذهاب واياب يتاهل الفريق الأول من كل مجموعة إلى المباراة النهائية فيما يهبط 6 فرق من كل مجموعة إلى دوري الدرجة الأولى وأنطلق الموسم في 26 نوفمبر 2010.

## دور المجموعات
تمكن فريق اربيل من احتلال المركز الأول في المجموعة الأولى الشمالية بعد أن جمع 56 نقطة من 26 مباراة خاضها خلال الدوري باكمله وجاء خلفه فريق الصناعة الذي جمع 55 نقطة اما المجموعة الثانية الجنوبية فقد تصدرها فريق الزوراء الذي جمع 62 نقطة من مبارياته الستة وعشرين وجاء بعده فريق القوة الجوية بعد أن جمع 60 نقطة وبهذا تاهل فريقا الزوراء وأربيل إلى المباراة النهائية.

## الدور النهائي

### المركز الثالث والرابع
خاض فريقا القوة الجوية والصناعة مباراة تحديد المركزين الثالث والرابع على ملعب الشعب الدولي يوم 13 أغسطس 2011 وتمكن الصناعة من تحقيق الفوز 1 - 0.
| القوة الجوية | ضد | الصناعة    |
| ------------ | -- | ---------- |
|              |    | اياد شعلان |

### مباراة النهائي
خاض فريقا الزوراء واربيل المباراة النهائية للدوري والتي اقيمت على ملعب الشعب الدولي يوم 15 اغسطس 2011وسط حضور جماهيري كبير وتمكن الزوراء من الظفر باللقب بعد مباراة مارثونية انتهت بركلات الترجيح.
| الزوراء | المباراة 1    | اربيل |
| ------- | ------------- | ----- |
|         | 0 (4) - 0 (5) |       |